# Laranjal Paulista
Laranjal Paulista est une municipalité brésilienne de l'État de São Paulo et la Microrégion de Tatuí.